# Monolith Productions
Cet article concerne la société américaine. Pour le studio de jeu vidéo japonais, voir Monolith Soft.
Monolith Productions est un studio de développement de jeux vidéo situé à Kirkland dans l'État de Washington, créé en 2004 et fermé en 2025.

## Historique
En 2004, Monolith Productions est racheté par Warner Bros. Interactive Entertainment, une filiale de Warner Bros.. 
Le groupe annonce la fermeture du studio le 25 février 2025, mettant fin par la même occasion au développement de leur jeu Wonder Woman,.

## Jeux développés
- 1997 - Claw (sur PC)
- 1997 - Blood (sur PC)
- 1997 - Blood - Plasma Pak (Add-on sur PC)
- 1998 - Blood II: The Chosen (sur PC)
- 1998 - Blood II: Nightmare Levels Expansion (Add-on sur PC)
- 1998 - Get Medieval (sur PC)
- 1999 - Gruntz (sur PC)
- 1999 - Shogo: Mobile Armor Division (sur PC)
- 1999 - Gorky 17 (sur PC)
- 2000 - No One Lives Forever (sur PC, PlayStation 2)
- 2000 - Sanity: Aiken's Artifact (sur PC)
- 2001 - Aliens versus Predator 2 (sur PC)
- 2001 - Tex Atomic's Big Bot Battles (en) (sur PC)
- 2002 - No One Lives Forever 2 : Le CRIME est éternel (sur PC)
- 2003 - Contract J.A.C.K. (sur PC)
- 2003 - Tron 2.0 (sur PC)
- 2004 - Tron 2.0: Killer App (sur Xbox — Codéveloppeur)
- 2005 - The Matrix Online (sur PC)
- 2005 - F.E.A.R. (sur PC)
- 2005 - Condemned: Criminal Origins (sur PC, Xbox 360)
- 2008 - Condemned 2: Bloodshot (sur PlayStation 3, Xbox 360)
- 2009 - FEAR 2: Project Origin (sur PC, PlayStation 3, Xbox 360)
- 2012 - Gotham City Impostors (sur PC, PlayStation 3, Xbox 360)
- 2012 - Gardiens de la Terre du Milieu (sur PlayStation 3, Xbox 360)
- 2014 - La Terre du Milieu : L'Ombre du Mordor (sur PC, PlayStation 3, PlayStation 4, Xbox 360, Xbox One)
- 2017 - La Terre du Milieu : L'Ombre de la Guerre (sur PC, Playstation 4, Xbox One)

## Projets annulés
- Blood III: Reborn
- Shogo II
- Wonder Woman[3]